# Salzkarawanen in der Sahara
Die Salzkarawanen in der Sahara dienen dem Austausch von Gütern zwischen Regionen der Sahara und der Sahelzone. Als Transportmittel kommen Dromedare zum Einsatz. Es gibt im Wesentlichen zwei auch heute noch frequentierte Karawanen-Routen, eine zwischen Timbuktu und Taoudenni in Mali und die zweite im Niger, zwischen Agadez bzw. dem südlichen Aïr-Gebirge und den Oasen der Ténéré, Fachi und Bilma. Die dritte Salzoase, Séguédine, im Norden der Ténéré, ist zu abgelegen, um eine Rolle zu spielen. In Tamaschek bezeichnet man die Salzkarawane zwischen Timbuktu und Taoudenni als Azalaï, die in der Ténéré hingegen als Taghlamt (oder Tarhalamt).

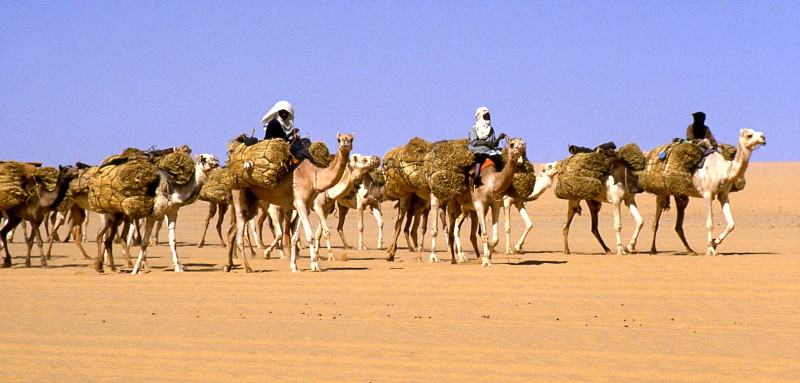
Salzkarawane auf dem Weg nach Bilma

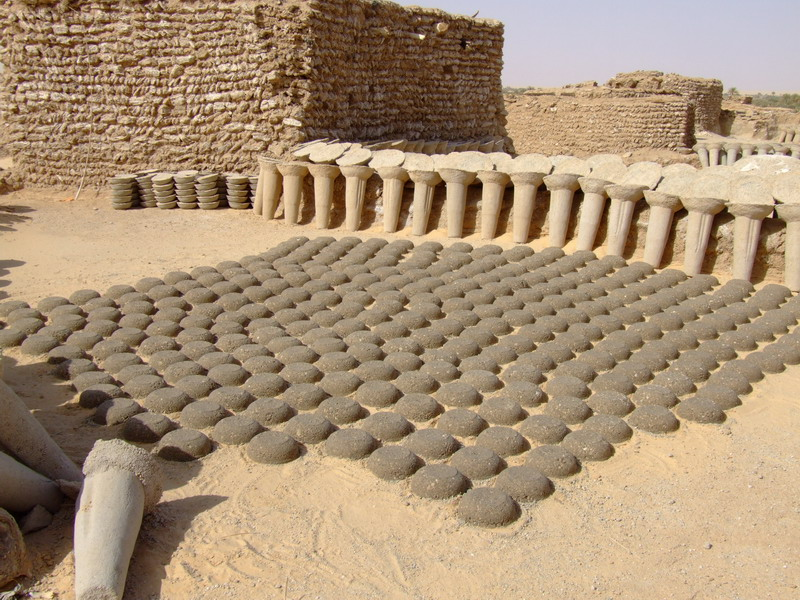
beza- und kantu-Salz in Fachi

## Geschichte
Seit dem Mittelalter ist ein florierender Warenaustausch innerhalb der Sahara und ihrer Randgebiete belegt, wobei Salz eine Schlüsselrolle spielt. Der Historiker Abū ʿUbaid al-Bakrī im 11. Jahrhundert und der berberische Forschungsreisende Ibn Battuta, der die Region zwischen 1351 und 1353 bereiste und dabei mit Taghaza eine der Salzmetropolen besuchte, beschrieben den üppigen Warenumschlag.
Der Buchdrucker und Übersetzer Valentim Fernandes Alemão, ein gebürtiger Deutscher aus Mähren, beschrieb in Portugal um 1500 den Karawanenhandel mit Steinsalzplatten aus dem 300 km nördlich von Chinguetti in Mauretanien gelegenen Idjil, das damals auch Terhazza el Gharbie, „westliches Taghaza“ genannt wurde. Dessen außergewöhnlich gutes Salz gelangte zur westlichen Transsahara-Handelsroute, die vom marokkanischen Sijilmasa über Tamdoult und Ouadane nach Aoudaghost führte.
Zahlreiche arabische Reiseberichte seit dem 10. Jahrhundert und später europäische Reiseberichte über den Salz- und Goldhandel in Westafrika schmücken historische Fakten mit phantastischen Elementen und beschreiben den Warenaustausch als stummen Handel. Im frühen bis mittleren 16. Jahrhundert verschaffte sich der arabische Geograph Leo Africanus umfängliche Eindrücke über den Karawanenhandel, welche er in seiner für Jahrhunderte als Standardwerk geltenden Schriftensammlung Descrittione dell’Africa (Beschreibung Afrikas) weitergab.

## Zentren der Salzgewinnung in der Sahara

### Idjil in Mauretanien
Capitaine Brosset beschrieb 1933 das Salzbergwerk von Idjil, die nahe der heutigen Stadt F’dérik liegt. Die Weiden und Brunnen bietende Umgebung von Idjil und die Tatsache, dass die Salzschichten unter einer nur 1 Meter dicken Deckschicht beginnen, erleichterte den maurischen Azarzir den Salzabbau. Das mit 94 % NaCl sehr reine Steinsalz wird in Form trapezförmiger, 20 bis 40 kg schwerer Barren geschlagen und vorwiegend in Atar, Chinguetti, Ouadane, Tidjikja und Ayoûn el-Atroûs angeboten. Wegen der Konkurrenz des in den senegalesischen Salinen von Kaolack preiswert zu produzierenden Meersalzes wurde das früher begehrte Idjil-Steinsalz zunehmend vom Markt verdrängt.

### Taoudenni in Mali

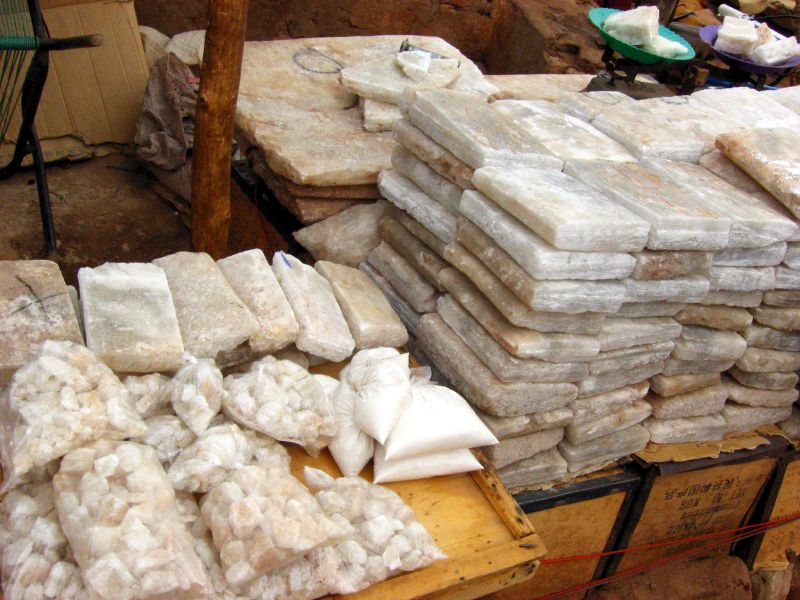
Steinsalz aus Taoudenni auf dem Markt von Mopti

In der 700 km nördlich von Timbuktu gelegene Salzbergwerk von Taoudenni arbeiten zumeist in Schuldknechtschaft stehende Arbeiter, die im Tagebau mit primitiven Hacken in bis zu mindestens 4 m tiefen Gruben aus den Steinsalzschichten Platten schlagen in der Größe von etwa 125 cm × 50 cm. Ein adile genannter Barren wiegt, fertig behauen, etwa 30 kg. Tagesnorm ist die Produktion von 4 Platten pro Arbeiter. Bevor die drei qualitativ guten Steinsalzschichten – die tiefste ist die beste (aus ihrer Schichtdicke und der der zweitbesten lassen sich je zwei der Salzplatten hauen) – erreicht sind, müssen aber erst eine gut 1,50 m starke Deckschicht aus Lehm und einige minderwertige Salzschichten entfernt werden. Das bedeutet, dass der Abraum ungefähr das Vierzigfache des Volumens des verkaufsfähigen Salzes ausmacht. Ist eine Grube ausgebeutet, wird – auf einer freien Fläche zwischen den Abraumhügeln – eine weitere gegraben, so dass mittlerweile tausende existieren. Im Winter 2007/2008 sollen etwa 1000 Mann in Dreierteams in den Gruben gearbeitet haben – fast alle verlassen nach der von Oktober bis April dauernden Abbausaison Taoudenni in den Sommermonaten. - In den 1960er Jahren errichtete Mali unter dem Regime von Moussa Traoré in Taoudenni ein geheimes Gefängnis für Regimegegner. Die Häftlinge wurden in eigenen Gruben im Salzabbau eingesetzt. 1989 wurde die Anlage aufgehoben, aber der Friedhof, auch mit einem Massengrab, zeugt noch von den harten Bedingungen.
Eine Karawane benötigt zwanzig Tage für die Strecke nach Timbuktu. Sie ist sehr entbehrungsreich für Mensch und Tier. Das zeigte sich auch in der Entschädigung, die der Karawanenführer vom Grubenbesitzer erhielt, nämlich 1960 jeweils drei von vier transportierten Salzplatten.
Vor der Dürrekatastrophe in den 1970er-Jahren war der Karawanenhandel beträchtlich. 1958 wurden 5000 Tonnen Salz auf 40.000 Kamelen transportiert, begleitet von 1700 Personen. Nach 1972 wurden die Karawanen kleiner. Dazu kam zunehmend die Konkurrenz durch den motorisierten Transport und durch das Meersalz, das in den Salinen von Kaolack im Senegal gewonnen wird. Aber die Schotterpiste Timbuktu – Taoudenni hat auch schwierige Passagen und ist darum anfällig für Pannen der Lastwagen, und das billigere Meersalz wird von der Bevölkerung als minderwertiger gegenüber dem Steinsalz von Taoudenni angesehen.

### Amadror in Algerien
Auch in der Geröllebene von Amadror, nordöstlich des Hoggar in Algerien, nahe dem Gara el Djenoun genannten „Geisterberg“, befindet sich ein Steinsalz-Vorkommen, das früher für die Kel-Ahaggar-Tuareg zentrale Bedeutung hatte. Die alte Mine In-Taouia bot massive Steinsalzschichten ähnlich wie in Taghaza und Taoudenni; an der ab 1900 genutzten Stelle, Agajer, hingegen konnten die Karawanenleute selbst relativ leicht die unter einer nur dünnen Sandschicht liegende, ca. 15 cm dicke Steinsalzschicht abtragen. In der Sprache der Tuareg wird die Abbaustätte auch Tissemt („Salz“) genannt. Nach dem Salzabbau im Juli/August zogen die Karawanen im September/Oktober in die Weidegebiete des Tamesna („Ebene“) nordwestlich von Agadez im Niger und später weiter bis zu den Märkten von Tahoua oder Zinder. Im Februar/März, nach der Rückkehr aus dem Sahel, tauschten sie einen Teil der dort erhaltenen Hirse in den von Foggaras bewässerten Oasen bei In Salah in der Ebene des Tidikelt gegen Datteln. - 1973 konnten die Tuareg eine Ladung Salz nur noch gegen eine einzige Ladung Hirse eintauschen, während sie 15 Jahre früher dafür noch 4 bis 5 Ladungen erhielten. Das erklärt, warum dieser Karawanenhandel in jenen Jahren zum Erliegen kam. Heute holen sich noch Nomaden und Sesshafte in der Nähe der Salzmine Salz für den Eigenbedarf.

### Tegguida-n-Tessoum im Niger
Die Salzgewinnung in Tegguida-n-Tessoum (nördlich von Ingal) erfordert wegen des relativ geringen Salzgehaltes der Salzerde Anreicherungsverfahren: In einem Becken mit etwa zwei Metern Durchmesser wird Salzerde und Salzquellwasser durch Stampfen vermischt. Nach Absetzen des Schlamms wird die Sole in ein zweites, annähernd gleich großes Becken geschöpft und durch Verdunstung konzentriert. Das Konzentrat wird dann in zehn bis zwanzig umgebenden Becken von etwa 30 cm Durchmesser verteilt, in denen das Wasser gänzlich verdunstet, bis eine rötliche Schicht von Salzkristallen zurückbleibt. Das zu verschieden großen Platten geformte Salz findet seinen Weg u. a. auf die Salzmärkte von Ingal und Agadez.

### Fachi und Bilma im Niger

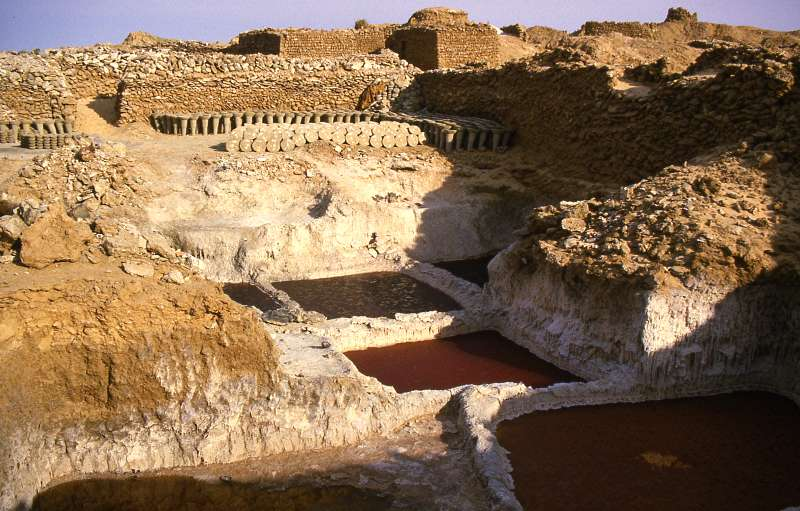
Saline mit 'kantu' in Bilma

Die bedeutendsten nigrischen Salzproduzenten aber sind die Salinen von Fachi und Bilma. Dort tritt gesättigte Sole zu Tage. Die in Kegelform als Viehsalz produzierten, graugelben und etwa 25 kg schweren kantu erinnern an leicht überdimensionierte Verkehrspylone. Die Gestalt rührt daher, dass ausgehöhlte Palmstrünke den Salinenarbeitern als Gussformen für die Trocknung des Salzes dienen. Eine andere Produktform des Salzes aus Fachi und Bilma sind die sog. fotschi (foschi), von Frauen in Emailleschüsseln geformte Salzlaibe, die bis ca. 2 kg schwer sind und meist aus beza bestehen, auskristallisiertem, relativ reinem Salz, das als Speisesalz Verwendung findet. Etwa drei Viertel der Salzproduktion wird als kantu-, ein Viertel als beza-Salz hergestellt. - Heute sind die Karawanen kleiner geworden, meist sind es einzelne Familien, die sich zusammentun und Salz für ihre eigenen Herden holen. Die großen Salztransporte werden heute aber mit Lastwagen durchgeführt.

### Wadi Dum und Demi im Tschad
Die Wadi Dum-Salzebene liegt 140 km nordöstlich von Faya-Largeau und ist in der Mitte zwischen dem Tibesti und dem Ennedi-Massiv gelegen. Neben Salz wird hier auch Natron gewonnen, das traditionell für das Nutzvieh verwendet wird. Neben den motorisierten Natron- und Salztransporten gibt es hier immer noch Salzkarawanen, wie auch in Demi. Diese traditionelle Transportweise wird vor allem von verschiedenen Volksgruppen der Tubu durchgeführt. Organisiert werden sie von einzelnen Familien oder auch von einzelnen Dörfern, meist um den Eigenbedarf zu decken.

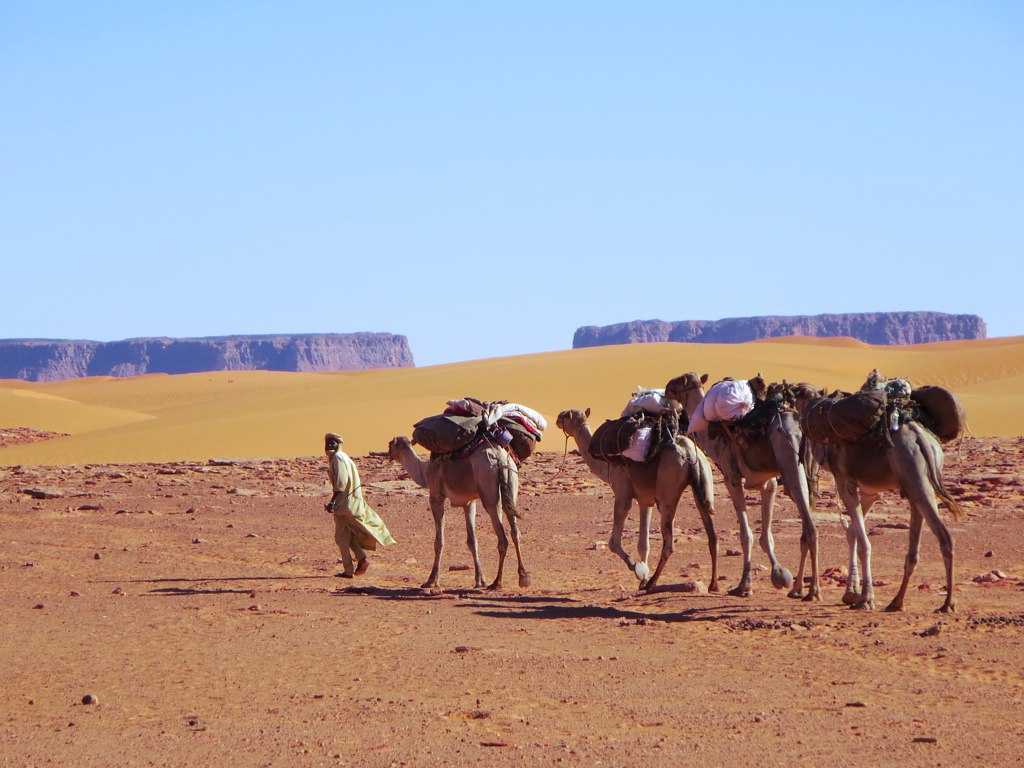
Ein kleiner Salztransport verlässt Demi

Die Demi-Salzebene mit der gleichnamigen Siedlung liegt 180 km nördlich von Fada. Während im Wadi Dum nur Männer arbeiten, gewinnen hier nur Frauen das rötliche Salz. Mit einer Hacke holen sie aus etwa 40 cm Tiefe kleinere Brocken von Salzkristallen aus dem Boden und füllen sie in Säcke ab. Ein Sack wiegt etwa 70 kg und wurde 2024 für umgerechnet 5 bis 6 Euro verkauft. An den Bestimmungsorten für das Salz wäre es dreimal so teuer, zu teuer für die Hirtennomaden. Es scheinen hier noch viele kleinere Salzkarawanen unterwegs zu sein, vom Dezember 2023 wird von Teilnehmenden von über 30 Begegnungen berichtet.

## Salzkarawanen im Niger

### Dreieckshandel zwischen Sahara und Sahel
Die Salzkarawanen durch die Ténéré sind Ausdruck eines jahrhundertealten interethnischen Wirtschaftssystems, welches die Tuareg, Kanuri und Haussa umfasst. „Motor“ dieses Systems ist der Bedarf an Salz für die Tiere der Viehzüchter im Sahel. Tuareg ziehen z. B. vom Aïr nach Fachi und Bilma. Neben dem wichtigsten Handelsgut, Hirse von der vorherigen Karawanentour, bringen die Karawanen, je nach Herkunft, auch geringe Mengen anderer Waren in die Salzoasen. Dazu gehören Fleisch bzw. Kleinvieh, Fett, Käse, Genussmittel wie Tee, Zucker und Colanüsse, sowie industriell hergestellte Waren. All das tauschen sie bei den Kanuri gegen Datteln und Salz. Mit der erhaltenen Ware (wobei Säcke mit Datteln sich bestens zum Polstern der sperrigen Salzlasten eignen) ziehen sie weiter südlich zu den Sahel-Märkten der Haussa, bis nach Kano in Nigeria, wo sie nunmehr Geld und Hirse gegen Salz und Datteln erhalten. Schließlich kehren sie wieder ins Aïr zurück, wo der Dreieckshandel erneut beginnen kann.

### Bedeutung der Karawanen für Fachi und Bilma
Die Salzkarawanen sind für Fachi und Bilma von existentieller Bedeutung. Sie bringen Hirse, das Grundnahrungsmittel der Oasenbewohner, die ohne dieses Brotgetreide nicht überleben könnten. Zudem stellt der hinterlassene Kamelmist das wichtigste Brennmaterial dar. Weitere Bedeutung haben die Karawanen als Nachrichtenübermittler und als Reisemöglichkeit.

### Reisevorbereitungen
Die Salzkarawanen der Tuareg sind äußerst langwierige, anstrengende und entbehrungsreiche Handelsunternehmungen, die enorme Ausdauer erfordern. Eine in westlichen Medien verschiedentlich anzutreffende Mystifizierung als märchenhaft-romantischer „Reisetrip“ in der Stille der Wüsten-Abgeschiedenheit verkennt die tatsächlichen Bedingungen.
Der Karawanenhandel erfordert umfangreiche Vorbereitungen, wie die Zusammenstellung großer, aus Trockengras bestehender Futtervorräte für die Dromedare. Für ihre vielfältigen Funktionen als Last- und Leitstricke, Packnetze und Maulkörbe werden Stricke aller Art fabriziert. Weiterhin werden Schöpfseile geknotet, um an den eingeplanten Wasserlöchern und Brunnen Wasser schöpfen zu können. Wasserschläuche werden gefüllt und diverse Näharbeiten an den ziegenledernen Lastsäcken verrichtet, Laststangen werden gefertigt und verplant.

### Karawanenzyklus
Karawanen finden meist in den Wintermonaten von Oktober bis Januar statt. Sie werden z. B. in den Nomadenlagern des Aïr-Gebirges zusammengestellt. Dromedare, Fracht und Begleiter werden unter die Verantwortung des Madugu gestellt. Neben den erfahrenen Karawanengängern sammeln auch schon kleine Jungen als begleitende „Lehrlinge“ erste Erfahrungen. Frauen und Mädchen nehmen an diesen Unternehmungen nicht teil.

### Karawanengruppen
Eine Karawanengruppe umfasst bis zu 50 Lasttiere. Jeweils etwa acht Tiere werden von einem Mann betreut. Einzelne Karawanengruppen verbinden sich auf der Strecke nur lose – je nach Gelände und der Disziplin im jeweiligen Verband. Übliche Karawanen bestehen aus 50 bis 300 Tieren. In der Vergangenheit gab es auch schon – zum Schutz vor Überfällen – riesige Karawanen, an denen bis zu 25.000 Dromedare teilnahmen.

### Die Karawanenunternehmer
Es gibt verschiedene Gruppen, die als Karawanenunternehmer tätig sind. In Fachi unterscheidet man nach Karawanen aus dem Westen, die vor allem von Kel Aïr-Tuareg aus dem Aïr-Massiv durchgeführt werden (wie z. B. den Kel Ewey aus der Gegend um Agadez. Timia und Iferouane), sowie „Südkarawanen“ der Kel Gress-Tuareg und ihrer ehemaligen Sklaven (Buzu und Musugu), die aber strenggenommen aus dem Südwesten kommen: ihre Heimat ist der Sahel im Süden Nigers. Die Karawanen der Daza, Aza und Manga machen nur einen kleinen Teil der Salzkarawanen aus.

## Karawanenrouten

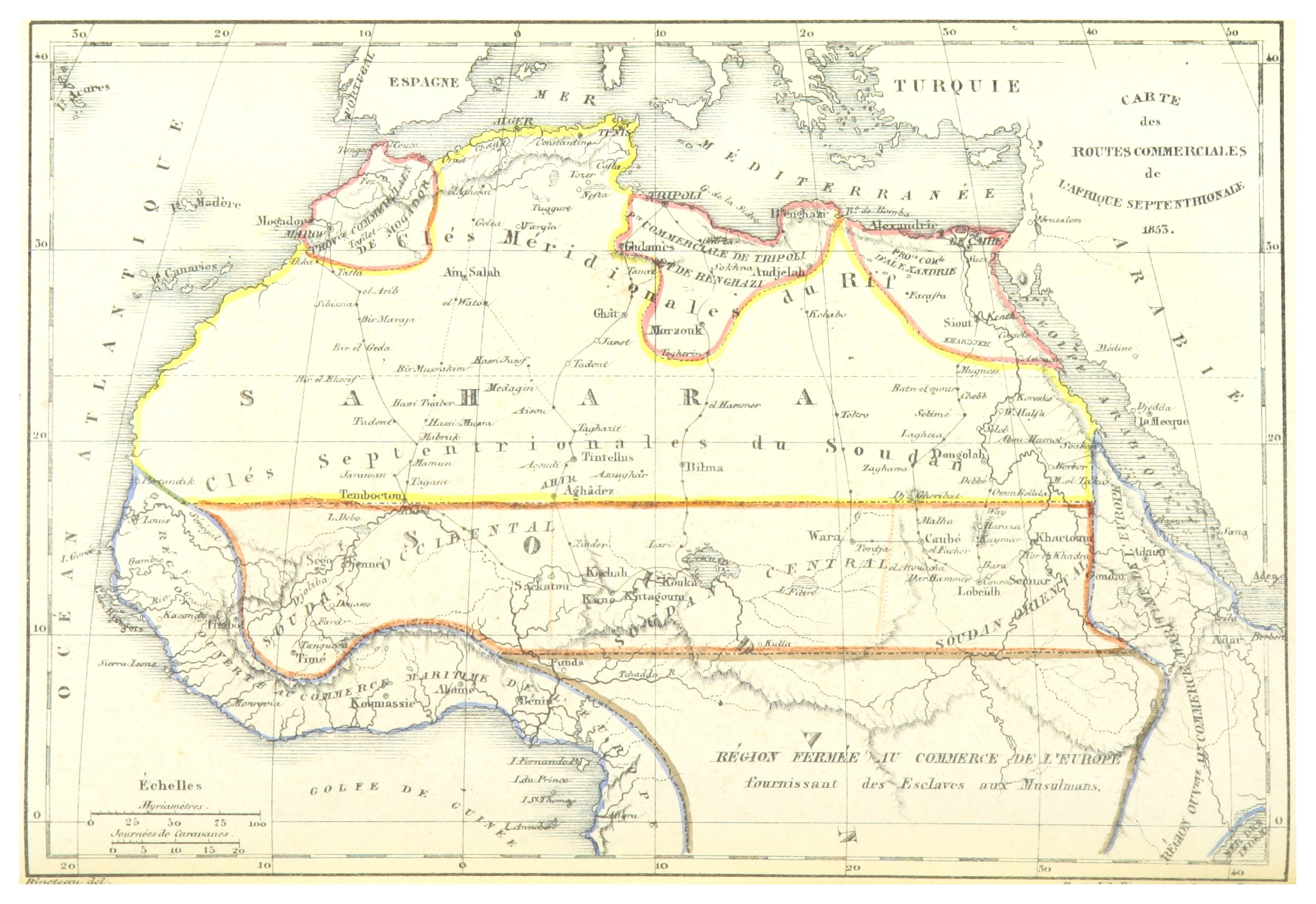
Handelsrouten im nördlichen Afrika auf einer Karte von 1853

Die ehemals weitläufigen Netzwerke der Routen werden heute nur noch sehr eingeschränkt genutzt. Historisch betrachtet, geht diese „Verkürzung“ der Wegenutzung auf unterschiedliche Einflüsse zurück. Die französische Kolonialzeit, Stammesfehden und Rebellionen, Dürrekatastrophen im Sahel und Malariagefahren (s. Djado) gehören dazu.
Hauptroute im Nord-Süd-Verlauf ist die Bornustraße von Murzuk im libyschen Fezzan über Séguédine nach Bilma und dem Tschadsee.
Die Hauptroute im West-Ost-Verlauf führt von Agadez über Fachi nach Bilma. Sie bildet Knotenpunkte nach Nord-Nigeria (wo gegen Salz Handelsgegenstände wie Tee und Stoffe eingetauscht werden) und in die östliche Sahara – dort in die entlegene Tibesti-Region des Tschads bzw. im südlichen Verlauf in den Sudan.
In Mali verbindet eine Karawanenroute Timbuktu und Taoudenni.

## Beschreibungen
Der Ethnologe Hans Ritter beschreibt in seinem in den 1970er Jahren recherchierten Buch Salzkarawanen in der Sahara außer den Salinen in Fachi und Bilma auch die andere nigrische Salzquelle, Tegguida-n-Tessoum, die algerische Salzstätte Amadror, die „Städte aus Salz“, Taghaza und Taoudeni in Mali, sowie die Sebkha von Idjil in Mauretanien. Das Werk enthält auch eine detaillierte Karte der Handelswege und Salzstraßen von Mauretanien bis zum Tibesti. Hans Ritter hat ferner ein umfangreiches Wörterbuch zur Sprache und Kultur der Tuareg publiziert, das auch einen Schwerpunkt Salzhandel und Karawanenwirtschaft beinhaltet.